# Frymburk (powiat Klatovy)
Frymburk – gmina w Czechach, w powiecie Klatovy, w kraju pilzneńskim.
1 stycznia 2017 gminę zamieszkiwało 115 osób, a ich średni wiek wynosił 38,2 roku.